# Time vaults
Time vaults is een soort demo-album van Van der Graaf Generator. Het album werd in 1982 uitgebracht, toen die band al vier jaar niet meer bestond en Hammill zich weer toelegde op zijn solocarrière. Hij werd echter geconfronteerd met vele bootleg's van muziek van VdGG en wilde de fans een handreiking geven. Het album laat muziek horen uit de periode 1972-1975 toen de band zichzelf ook al had opgeheven. De opnamen, verspreid over de jaren, lijken aan te geven dat er in die periode een aantal is getracht de band nieuw leven in te blazen, maar dat dat niet lukte. Het zijn voornamelijk pogingen een nieuw nummer op tape (of repetities daartoe) te zetten, maar iedere keer bleef het bij een open eind; de opnamen werden nooit voltooid. Van Roncevau en Black room is bekend dat VdGG ze in 1972 nog tijdens concerten speelde; ze waren waarschijnlijk bedoeld voor de jaarlijkse opvolger van Pawn hearts, die er door strubbelingen in de band nooit gekomen is. Door de matige opname- en muziekkwaliteit is het album alleen geschikt voor VdGG-fans. De originele versie verscheen in 1982 alleen op muziekcassette, pas later volgde een elpee en in 1992 een compactdisc.

## Musici
- Peter Hammill – zang, gitaar, piano (en basgitaar op Coil night)
- Hugh Banton – toetsinstrumenten, basgitaar
- David Jackson – saxofoons
- Guy Evans – drumstel

## Muziek
| Nr. | Titel                                                     | Duur |
| --- | --------------------------------------------------------- | ---- |
| 1.  | The liquidator (Hammill, 1973, Rockfield)                 | 5:24 |
| 2.  | Rift Valley (Hammill, Jackson, Evans, 1975, Norton Canon) | 4:40 |
| 3.  | Tarzan (Hammill, Jackson, Evans, Banton, 1974, Rockfield) | 2:09 |
| 4.  | Coil night (Jackson, 1975, Norton Canon)                  | 4:12 |
| 5.  | Time vaults (VdGG, 1972-1975)                             | 3:33 |
| 6.  | Drift (I hope it won’t) (Banton, 1972, Ross-on-Wye)       | 2:40 |
| 7.  | Ronceveaux (Hammill, 1972, Ross-on-Wye)                   | 6:55 |
| 8.  | It all went up/red (Hammill, 1972, Crowborough)           | 4:07 |
| 9.  | Faint and forsaken (Hammill, 1975, Norton Canon)          | 2:45 |
| 10. | Black room (Hammill, 1972, Ross-on-Wye)                   | 8:52 |

Time vaults is binnen deze collage een collage op zichzelf.